# Hibiscus leviseminus
Hibiscus leviseminus är en malvaväxtart som beskrevs av M.G.Gilbert, Y.Tang och Dorr. Hibiscus leviseminus ingår i Hibiskussläktet som ingår i familjen malvaväxter. Inga underarter finns listade i Catalogue of Life.